# Capi di Stato della Repubblica Centrafricana
I capi di Stato della Repubblica Centrafricana dal 1960 (data di indipendenza dalla Francia) ad oggi sono i seguenti.

## Lista
| Presidente (nascita-morte) Titolo | Presidente (nascita-morte) Titolo | Presidente (nascita-morte) Titolo | Partito             | Elezione                               | Mandato           | Mandato           | Note |
| Presidente (nascita-morte) Titolo | Presidente (nascita-morte) Titolo | Presidente (nascita-morte) Titolo | Partito             | Elezione                               | Inizio            | Fine              | Note |
| --------------------------------- | --------------------------------- | --- | ------------------- | -------------------------------------- | ----------------- | ----------------- | --- |
| Repubblica Centrafricana          |                                   | |                     |                                        |                   |                   | |
|                                   |                                   | David Dacko (1930–2003) Presidente (Presidente del governo provvisorio dal 14 agosto 1960 al 12 dicembre 1960)                                                                 | MESAN               | 1964                                   | 14 agosto 1960    | 1º gennaio 1966   | Dacko è stato presidente del governo dal 1º maggio 1959, finché il Paese non ha dichiarato la sua indipendenza il 13 agosto 1960.                                                                                |
|                                   |                                   | Jean-Bédel Bokassa (1921–1996) Presidente | MESAN               | a seguito di colpo di Stato            | 1º gennaio 1966   | 4 dicembre 1976   | Bokassa ha preso il potere da Dacko con un colpo di stato. Ha cambiato il suo nome in Salah Eddine Ahmed Bokassa dopo la conversione all'Islam il 20 ottobre 1976.                                               |
| Impero Centrafricano              |                                   | |                     |                                        |                   |                   | |
|                                   |                                   | Bokassa I (1921–1996) Imperatore | MESAN               |                                        | 4 dicembre 1976   | 21 settembre 1979 | Proclamazione dell'Impero Centrafricano |
| Repubblica Centrafricana          |                                   | |                     |                                        |                   |                   | |
|                                   |                                   | David Dacko (1930–2003) Presidente | MESAN, UDC          | A seguito di colpo di Stato            | 21 settembre 1979 | 1º settembre 1981 | Questa è stata la seconda volta di Dacko come presidente della Repubblica Centrafricana. Nel febbraio 1980, Dacko ha istituito l'Unione Democratica Centrafricana (UDC) come l'unico partito politico del paese. |
|                                   |                                   | André Kolingba (1936–2010) Presidente del Comitato militare di recupero nazionale (fino al 21 settembre 1985) Presidente e Capo di Stato (fino al 21 novembre 1986) Presidente | Militare, RDC       | 1981, 1992                             | 1º settembre 1981 | 22 ottobre 1993   | |
|                                   |                                   | Ange-Félix Patassé (1937–2011) Presidente | MLPC                | 1993, 1999                             | 22 ottobre 1993   | 15 marzo 2003     | Bozizé ha lanciato un colpo di Stato senza successo contro il governo di Patassé il 28 maggio 2001. |
|                                   |                                   | François Bozizé (1946-vivente) Presidente | Militare Kwa Na Kwa | A seguito di colpo di Stato 2005, 2011 | 15 marzo 2003     | 24 marzo 2013     | Bozizé ha preso il potere da Patassé con un colpo di Stato. Poco dopo, nominò Abel Goumba come primo ministro. Goumba aveva servito come primo ministro nel 1959, prima di essere rovesciato da Dacko.           |
|                                   |                                   | Michel Djotodia (1949-vivente) Presidente fino al 18 agosto 2013 Capo di Stato di transizione                                                                                  | Militare            | A seguito di colpo di Stato            | 24 marzo 2013     | 10 gennaio 2014   | Guerra civile nella Repubblica Centrafricana |
|                                   |                                   | Alexandre-Ferdinand Nguendet (1972-vivente) Capo di Stato di transizione ad interim                                                                                            | RPR                 | Ad interim                             | 10 gennaio 2014   | 23 gennaio 2014   | |
|                                   |                                   | Catherine Samba-Panza (1954-vivente) Capo di Stato di transizione | Indipendente        | Transizione                            | 23 gennaio 2014   | 30 marzo 2016     | Samba-Panza è stata il primo capo di Stato femmina della Repubblica Centrafricana. |
|                                   |                                   | Faustin-Archange Touadéra (1957-vivente) Presidente | Indipendente        | 2015-2016, 2020                        | 30 marzo 2016     | in carica         | In precedenza, Touadéra è stato primo ministro sotto Bozizé dal 2008 al 2013 |